# Stellapora
Stellapora is een geslacht van neteldieren uit de familie van de Stylasteridae.

## Soort
- Stellapora echinata (Moseley, 1879)